# Priscilla
Priscilla, nombre artístico de Mariano Gallo (Campania, 1976), es una drag queen conocida por presentar el programa de telerrealidad Drag Race Italia, versión italiana de RuPaul's Drag Race.

## Carrera
Priscilla ganó notoriedad en Italia después de estar en el programa de entrevistas Al posto tuo a partir de 2002. En 2007, ganó el concurso Miss Drag Queen Italia. En el 2017 actuó en Ellada Eheis Talento. En septiembre de 2021, Priscilla fue anunciada como presentadora de la primera temporada de Drag Race Italia.
Priscilla actúa regularmente en Miconos.
En 2022, Gallo interpretó a Cecil Beaton en el musical Dive.

## Vida privada
Gallo nació en 1976 en Campania. Es originario de Nápoles. Es gay, y salió del armario a los 19 años.
Gallo se crio como católico, pero luego adoptó el budismo.

## Filmografía

### Televisión
| Año  | Título               | Papel        |
| ---- | -------------------- | ------------ |
| 2017 | Ellada Eheis Talento | Concursante  |
| 2021 | Drag Race Italia     | Presentadora |